# Norfried Pohl
Norfried Erich Ludwig Pohl (* 10. Juli 1943 in Berlin; †  3. Oktober 2020 in Wageningen) war ein deutsch-niederländischer Landschaftsarchitekt; eines seiner Werke war die Planung des Niddaparks und der Bundesgartenschau 1989 in Frankfurt am Main.

## Leben
Norfried Pohl absolvierte in Berlin ein Studium der Landschaftsarchitektur, schloss dieses als Diplom-Ingenieur ab und machte sich in Berlin mit einem eigenen Büro selbständig. Parallel dazu war er von 1971 bis 1976 als Dozent am Lehrstuhl für Landschaftsbau und Gartenkunst der Technischen Universität Berlin tätig.
1981 beteiligte er sich an der bundesweiten Ausschreibung des Ideenwettbewerbs Nidda-Aue für die Gestaltung des ca. 168 ha großen Geländes des heutigen Niddaparks in Frankfurt am Main sowie der damit temporär verbundenen Bundesgartenschau 1989. Für seine Entwürfe erhielt Pohl den 1. Preis und somit den Auftrag für die Planung und den Bau des Parks und der Bundesgartenschau. Die Durchführung seiner Pläne erfolgte in Arbeitsgemeinschaft mit dem Sulzbacher Landschaftsarchitekten Werner Kappes.
Später übersiedelte Pohl in die Niederlande, wurde 1995 an der Technischen Universität Delft promoviert und gründete in Wageningen ein Büro für Landschaftsarchitektur. Darüber hinaus war er Dozent an der Landbouwuniversiteit Wageningen (heute Wageningen University and Research Centre), wo er lehrte und forschte.
Pohl lebte seit vielen Jahren in den Niederlanden und war künstlerisch tätig im Bereich der Computerkunst.

## Veröffentlichungen (Auswahl)
- Der kommende Stadtpark. Über urbane Grundbefindlichkeiten und die Einmischung der Natur. Eburon, Delft (Niederlande) 1995, ISBN 978-90-5166-442-3
- mit Werner Kappes: BUGA 1989: Trennung von Park und Ausstellung. In: Garten + Landschaft 4, 1989, Verlag Callwey, München
- mit Werner Kappes: Frankfurts neuer Volkspark Niddatal. In: Garten + Landschaft 4, 1989, Verlag Callwey, München
- mit Andreu Arriola, Adriaan Geuze, Steen Høyer, Bernard Huet, Peter Latz: Modern Park Design. Recent Trends. Thot, Bussum 1995, ISBN 978-90-6868-069-0